# Mikropartikel
Unter Mikropartikeln versteht man in der Physik und Biologie kleinste Teilchen mit Durchmessern unter einem Millimeter.
Mikropartikel kommen in der belebten Natur z. B. als Abschnürungen von Biomembranen im Inneren der Zelle vor. Je nach Funktion werden diese als Lysosomen, Endosomen, Mikrokörperchen, Peroxisomen oder Mikrosomen bezeichnet. Eine besondere Bedeutung haben nach außen durch Abschnürung der Zellmembran abgegebene Mikropartikel, z. B. die endothelialen Mikropartikel.
Als nicht-biologische Mikropartikel werden u. a. auch bestimmte Aerosole bezeichnet (Sand- und Staubpartikel), die als Bestandteil der Luft als Feinstaub von großem Interesse sind. Die Mikropartikel im Größenbereich von 0,5 bis 5 µm vermögen besonders effizient in die Alveolen der Lunge einzudringen, während kleinere Nanopartikel eher wieder ausgeatmet und größere Partikel von der Nasenschleimhaut und dem Flimmerepithel der Bronchien zurückgehalten werden.
Mikropartikel können auch für technische und pharmazeutische Anwendungen künstlich hergestellt werden. In der Pharmazie wird bei Mikropartikeln (Partikeldurchmesser von einem bis 1.000 Mikrometern) zwischen Mikrosphären, bei denen der Wirkstoff in eine Polymermatrix eingebettet ist, und Mikrokapseln, bei denen der Wirkstoff von einem Polymer umhüllt ist, unterschieden. Durch die geringe Größe der Teilchen ist die Partikeloberfläche größer, was zu einer schnelleren Wirkstofffreisetzung führt. Mikropartikel werden in Hartkapseln und Tabletten verwendet, können jedoch auch als Suspension injiziert werden.
Sind Mikropartikel von einer lipidhaltigen Membran umgeben, so spricht man z. B. von Liposomen. Feste Mikropartikel aus Gummi, Polystyrol, Glas und verschiedenen Metallen wie Gold, Silber und Kupfer finden eine große Anwendung bei technischen Verfahren und in der medizinischen Diagnostik. Dabei werden die spezifischen Oberflächeneigenschaften der Mikropartikel genutzt, um bestimmte Stoffe an die Partikel-Oberfläche zu binden (z. B. Antikörper). Diese breite Anwendung liegt auch darin begründet, dass Mikropartikel im Vergleich zu Partikeln im Millimeterbereich eine sehr große Oberfläche bei kleinem Stoffvolumen aufweisen und technisch einfach herzustellen sind.
Primäres Mikroplastik, welches absichtlich in Partikelform Produkten beigefügt wird, wird z. B. in verschiedenen Kosmetika zur Verbesserung der Reinigungsfähigkeit eingesetzt. Sekundäres Mikroplastik dahingegen entsteht erst durch das Zerfallen von größerem Plastik. Beispiele dafür sind Reifenabrieb oder die Fragmentierung von unsachgemäß entsorgtem Müll in der Umwelt. Auch beim Waschen von Kleidung kann sich Mikroplastik ablösen z. B. aus Kunstfaserkleidung.